# مولا (كورنوال)
مولا (بالإنجليزية: Mawla, Cornwall)‏ هي قرية تقع جنوب برثتون في كورنوال في المملكة المتحدة.